# Eugène Gigout
Eugène Gigout, né le 23 mars 1844 à Nancy et mort le 9 décembre 1925 à Paris, est un compositeur et organiste français.

## Biographie

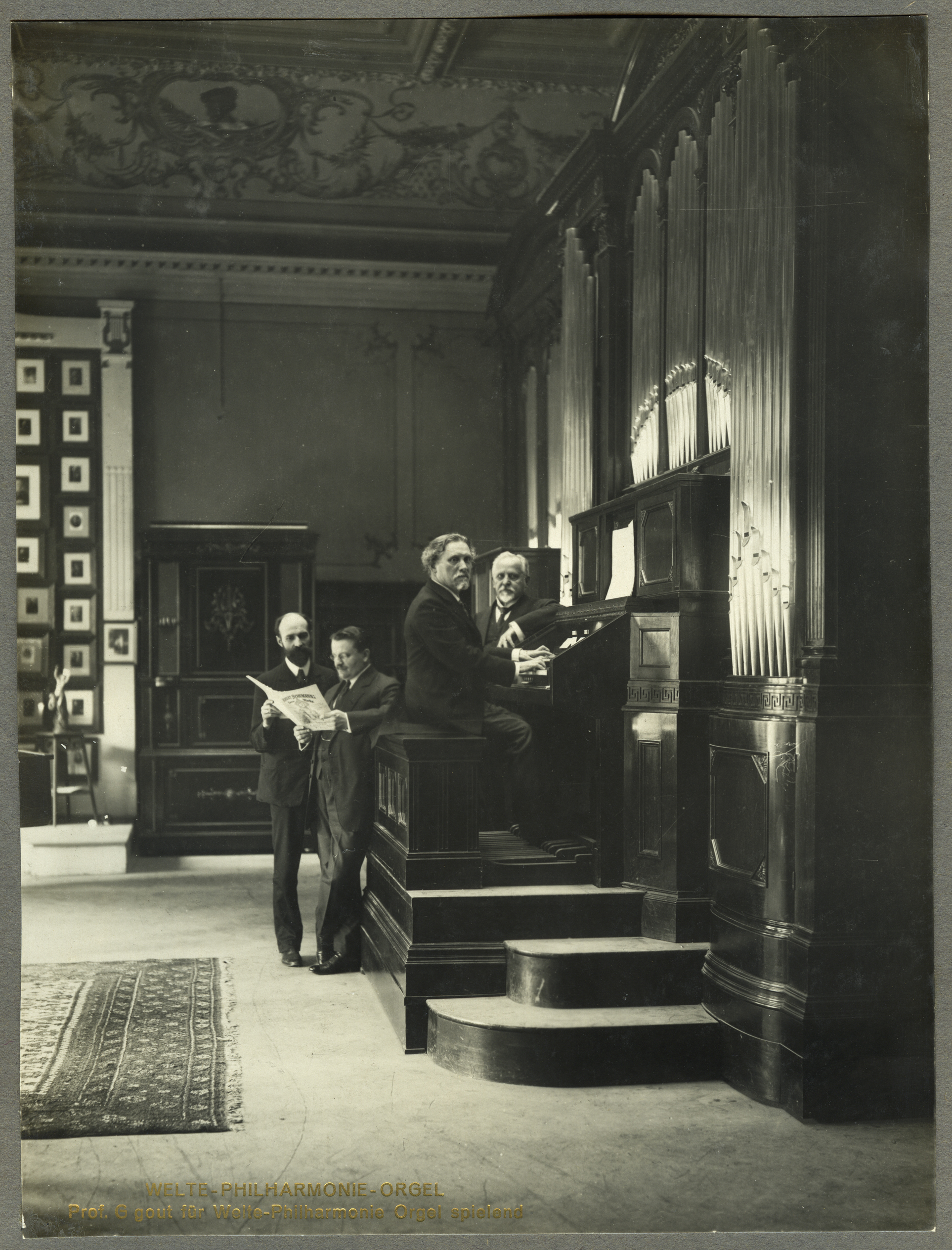
Eugène Gigout à l'orgue en 1912.

Il reçut sa première formation musicale à la cathédrale de Nancy, comme choriste. Élève à l'École Niedermeyer de Paris à partir de 1857, il y reçut l'enseignement de Clément Loret et Camille Saint-Saëns. Professeur dans cette école dès 1862 (en écriture, piano et orgue), il succéda en 1911 à Alexandre Guilmant à la classe d'orgue du Conservatoire de Paris. Il fut organiste à l'église Saint-Augustin à Paris pendant 62 ans. L'œuvre d'Eugène Gigout n'est pas entièrement vouée à l'orgue. Parmi ses œuvres célèbres pour orgue, on peut citer la Toccata en si mineur et le Scherzo en mi majeur des Dix Pièces pour orgue de 1890, le Grand Chœur dialogué (1881), Cent Pièces brèves dans la tonalité du plain-chant (1889), Album grégorien (1895), Cent Pièces nouvelles (1922), les Poèmes mystiques (1903).
L'écriture en est fortement classique (respect des strictes règles traditionnelles du contrepoint et de l'harmonie), mais le plain-chant grégorien fut pour Gigout un moteur en ce qui concerne la mélodie. Il compte parmi ses élèves Maurice Duruflé et Gaston Bélier.
Il est l'oncle par alliance et le père adoptif du compositeur et organiste Léon Boëllmann.

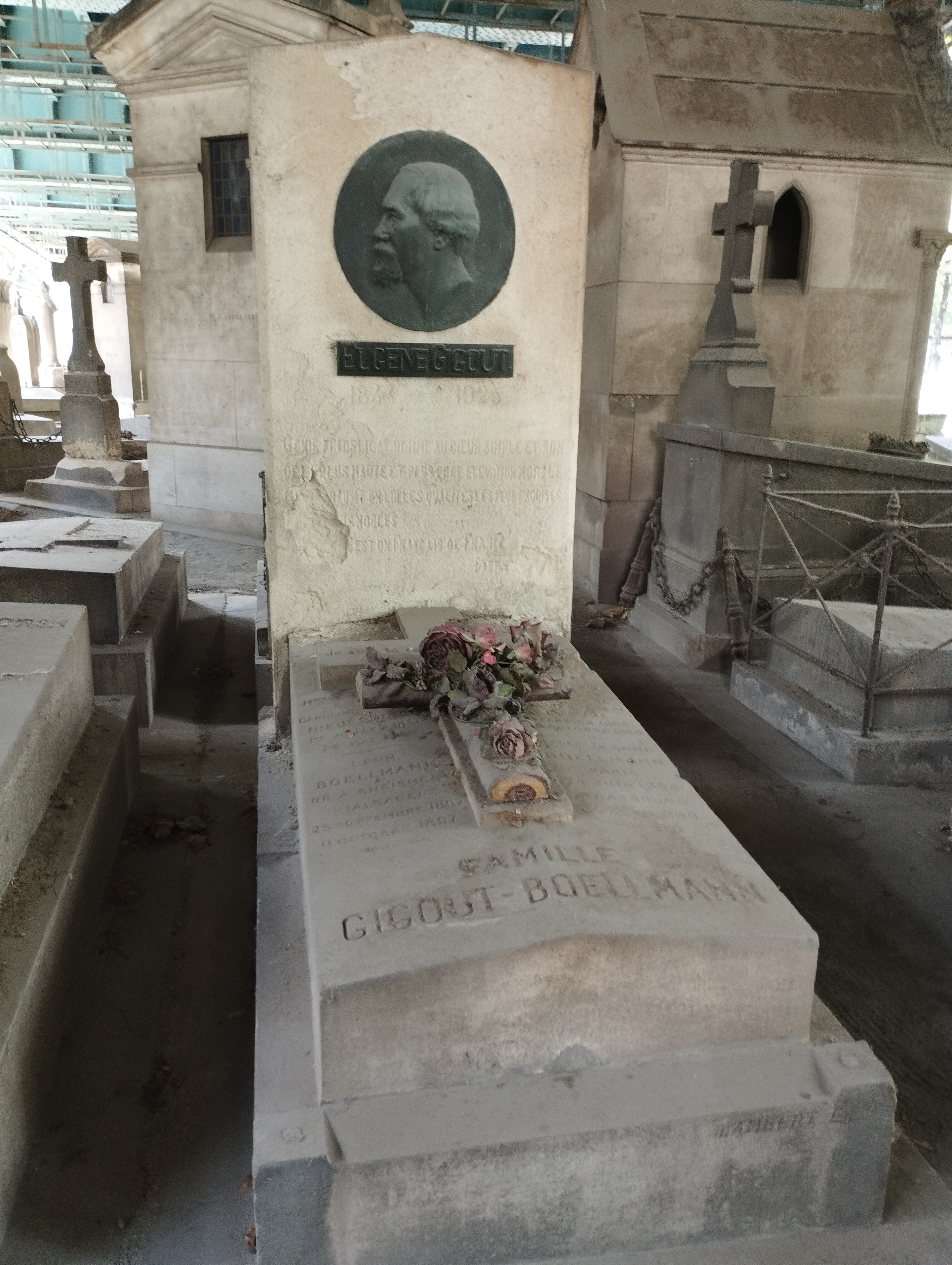
Tombe d'Eugène Gigout au cimetière de Montmartre (division 18).

Il est inhumé au cimetière de Montmartre (division 18) avec son épouse Caroline-Mathilde née  Niedermeyer (1842-1890), fille du compositeur Louis-Abraham Niedermeyer et son neveu  Léon Boëllmann.

## Œuvres pour orgue
- 1872/1876 – 3 Pièces :
  - 1. Prélude et fugue
  - 2. Andante et allegretto
  - 3. Fantaisie
- 1881 – 6 Pièces :
  - 1. Introduction et thème fugué
  - 2. Communion
  - 3. Marche religieuse
  - 4. Marche funèbre
  - 5. Andante symphonique
  - 6. Grand Chœur dialogué
- 1885/1886 - Pièces diverses en deux suites :
  - 1. Prélude & Fugue
  - 2. Andante & Allegretto
  - 3. Fantaisie
  - 4. Andantino
  - 5.  Larghetto en ré mineur
  - 6. Andante sostenuto
- 1888 – 100 Pièces brèves dans la tonalité du plain-chant
- 1889 – Suite de 3 morceaux :
  - 1. Marche rustique
  - 2.  Lied
  - 3. Marche de fête
- 1890 – 10 Pièces :
  - 1. Prélude-Choral et Allegro en do mineur
  - 2. Minuetto en si mineur
  - 3. Absoute en fa mineur
  - 4. Toccata en si mineur
  - 5. Andante religioso (en forme de canon) en do majeur
  - 6. Rhapsodie sur des noëls en do mineur
  - 7. Offertoire ou Communion (Trio de claviers) en fa majeur
  - 8. Scherzo en mi majeur
  - 9. Antienne dans le mode ecclésiastique (ré)
  - 10. Sortie sur l’antienne «Adoremus in æternum» en fa majeur
- 1891 – Pièces diverses
- 1893 – Méditation sur les jeux de fond
- 1895 – Album grégorien, 2 vol., 230 courtes pièces sans pédale
- 1896 – 3 Pièces d’orgue :
  - 1. Prélude et fugue en mi bémol
  - 2. Andante varié
  - 3. Allegro con brio
- 1897 – 2 Pièces (interludes) pour harmonium ou orgue sans pédale
- 1897 – Prélude et fugue en mi majeur
- 1897 – Rhapsodie sur des airs catalans
- 1898 – Rhapsodie sur des airs populaires du Canada
- 1900 – 2 Pièces :
  - 1. En forme de légende
  - 2. Marche des Rogations
- 1903 – Poèmes mystiques:
  - 1. Prière en forme de prélude
  - 2. Cortège rustique
  - 3. Pèlerinage
- 1904 – L’orgue d’église, 52 pièces pour orgue ou harmonium
- 1910 – 4 Pièces brèves dans la tonalité grégorienne
- 1911 – 70 Pièces dans les tons les plus usités
- 1913 – 12 Pièces :
  - 1. Præludium en fa majeur
  - 2. Scherzo en sol mineur
  - 3. Fughetta en fa mineur
  - 4. Andantino en do majeur
  - 5. Intermezzo en ré majeur
  - 6. In Memoriam en do mineur
  - 7. Entrée Solennelle dans la tonalité grégorienne, 7e et 8e modes transposés
  - 8. Offertoire pour un jour de fête en fa majeur
  - 9. Élévation en ré mineur
  - 10. Communion en mi bémol majeur
  - 11. Allegretto grazioso en fa mineur
  - 12. Cantilène en la majeur
- 1918 – Pièce jubilaire en forme de prélude et fugue
- 1919 – Cantabile pour orgue ou harmonium
- 1922 – 100 Pièces nouvelles
- 1923 – 10 Pièces

## Généalogie
```
Louis Niedermeyer
 
Abraham Louis, Baron de Niedermeyer d'Altenbourg
 (1802-1861) 
Directeur de l'École Niedermeyer (1852-1861)  
x Jeanne Suzanne Charlotte des Vignes de Givrins (1803-)
│                           
│
├──> Suzanne Louise Eulalie de Niedermeyer d'Altenbourg(1832-1897)
│    x  
Gustave Lefèvre
 (1831-1910) 
│    │  Directeur de l'École Niedermeyer (1865-1910)
│    │
│    ├──> Louise Lefèvre (1866-1898)
│    │    x 
Léon Boëllmann
 (1862-1897)
│    │    │
│    │    ├──> Marie-Louise Gigout-Boëllmann (1891-1977)
│    │    │    Organiste et professeur
│    │    │
│    │    ├──> Jean Boëllmann
│    │    │    ├──> Jean Boëllmann
│    │    │
│    │    ├──> Jeanne Boëllmann
│    │     
│    ├──> Marguerite Victoire Lefèvre (1867-1942)
│    │    Administrateur de l'École Niedermeyer
│    │    x Henri Heurtel (1852-1928)
│    │    │  Directeur de l'École Niedermeyer (1910-1928) avec 
Albert Périlhou
 (jusqu'en 1914) puis 
Busser

│    │    │
│    │    ├──> Hélène Heurtel (1898-)
│    │    │    x Louis Crombé
│    │    │    │
│    │    │    ├──> Suzanne Crombé
│    │    │
│    │    ├──> Madeleine Heurtel (1899-1971)
│    │    │    Organiste Notre-Dame de Versailles
│    │    │    x Raymond Petit (1904-1992)
│    │    │    │
│    │    │    ├──> Geneviève Petit
│    │    │    ├──> Jacques Petit
│    │    │
│    │    ├──> Henriette Heurtel (1900-1975)
│    │    │    Organiste Saint-Louis de Garches
│    │    │
│    │    ├──> 
Henri Heurtel
 (1900-1981) 
│    │    │    Organiste Basilique Saint-Denis (1936-1977) et Saint-Aspais de Melun (1925-1936)
│    │    │
│    │    ├──> Sonia Heurtel (1903-)
│    │    │
│    │    ├──> Gaston Heurtel (1904-)
│    │    │    Directeur de l'École Niedermeyer (1928-1939) avec 
Henri Busser

│    │    │
│    │    ├──> Marie Heurtel (1905-1986) 
│    │    │    Organiste Saint-Aspais de Melun (1936-1981) 
│    │    │
│    │    ├──> Marguerite Heurtel (1907-1963)
│    │         x ?
│    │
│    │
│    ├──> Louis Gustave Henri Lefèvre (1868-1946)
│    │    x Eugénie Césarine Brisson(1862-1897)
│    │    │
│    │    ├──> Victor Lefèvre
│    │
│    ├──> Eulalie Eugénie Cécile Lefèvre (1869-1892)
│    ├──> Mathilde Lefèvre (1871-1892)
│
├──> Caroline Mathilde de Niedermeyer d'Altenbourg (1836-1904)
│    x 
Eugène Gigout
 (1844-1925)
│    adoptent leur neveu 
Léon Boëllmann

│
├──> Louis Alfred de Niedermeyer d'Altenbourg(1838-1904)
     Directeur de l'École Niedermeyer (1861-1865)
     x Jeanne Marie Catherine Soret de Boisbrunet (1831-1910)
     │
     ├──> Jeanne Marie Thérèse Armande de Niedermeyer d'Altenbourg (1883-1976)
     │    x le comte Ferdinand du Port de Pontcharra(1878-1978)
     │    dont postérité
     │  
     ├──> Marie Madeleine Jacqueline de Niedermeyer d'Altenbourg (1885-1961)
          x Fernand Mandosse(1880-1964)
          dont postérité
```